# آن فوي
آن فوي (بالإنجليزية: Anne Foy)‏ هي مقدمة تلفزيونية وممثلة بريطانية، ولدت في 23 يناير 1986.

## وصلات خارجية
- آن فوي على موقع IMDb (الإنجليزية)